# Миньона, Вик
Виктор Джозеф Миньона (англ. Victor Joseph Mignogna; род. 27 августа 1962 года, Гринсберг, Пенсильвания, США) — американский актёр озвучивания и музыкант. Он является голосом E-123 Omega от SEGA франшизы Sonic X. В 2007 году получил награду American Anime Awards в номинации «Лучший актёр» за роль Эдварда Элрика во франшизе «Стальной алхимик».

## Карьера
Озвучивать аниме начал в компании ADV Films. Его дебютом стала роль Веги в компьютерной игре по анимационному сериалу Street Fighter II. На одном из аниме-конвентов встретил представителей Funimation, благодаря чему получил роль Броли в фильмах по манге Dragon Ball.
В 2007 был удостоен награды American Anime Awards за работу над сериалом «Стальной алхимик», где озвучил Эдварда Элрика. Благодаря этой роли стал известен начал активно посещать конвенты. В качестве одной из своих жизненных целей определил работу во всех крупных компаниях, занимающихся дубляжом. Утверждал, что был первым актёром дубляжа ADV Films, работавшим с Funimation, и первым, начавшим работать в Нью-Йорке. Также работал в Лос-Анджелесе. Прошёл прослушивание для сериала Bleach, в котором получил роль Иккаку Мадараме.
В не связанных с аниме проектах озвучивал Кроу Брэнвена в сериале RWBY. Помимо мультфильмов участвовал в проектах, связанных с музыкой и видео. Его голос звучит в сотнях рекламных роликов, он также является певчим Первой баптистская церкви Хьюстона. Неоднократно исполнял гимн США на играх бейсбольной команды «Хьюстон Астрос».
В качестве исполнителя выпустил несколько альбомов, в которые включено несколько англоязычных кавер-версий песен из аниме, включая One Piece и Dragon Ball. В качестве режиссёра работал над дублированием сериала по манге «Клеймор», одновременно озвучив в нём Ригардо.

## Избранная фильмография
По состоянию на май 2019 года Вик Миньона снялся (озвучил, дублировал) в более чем 350 фильмах, мультфильмах и мультсериалах.
- 2008 — Приключения в озвучке / Adventures in Voice Acting — в роли самого себя
- 2013 ꟷ 2017 — Звёздный путь продолжается / Star Trek Continues — в роли Джеймса Тиберия Кирка